# 路易維爾 (密西西比州)
路易維爾（英語：Louisville）是一個位於美國密西西比州溫斯頓縣的城市。根據2010年美國人口普查，該地共人口6,631人，而該地的面積約為39.60平方千米。同時該地也是溫斯頓縣的縣治。

## 地理
路易維爾的座標為33°07′23″N 89°03′22″W / 33.12306°N 89.05611°W，而該地的平均海拔高度為174米（即571英尺）。